# Polnische Badminton-Mannschaftsmeisterschaft 2017
Die Polnische Badminton-Mannschaftsmeisterschaft der Saison 2016/2017 gewann das Team von SKB Litpol-Malow Suwałki. Es war die 44. Austragung der Titelkämpfe.

## Vorrunde
| Platz | Mannschaft                    |
| ----- | ----------------------------- |
| 1.    | SKB Litpol-Malow Suwałki      |
| 2.    | Hubal Białystok               |
| 3.    | AZS AGH Kraków                |
| 4.    | OSSM-SMS Białystok            |
| 5.    | AZS UM Łódź                   |
| 6.    | UKS SzlifPol Unia Bieruń      |
| 7.    | Stal Nowa Dęba                |
| 8.    | Aktywna Piątka Przemyśl       |
| 9.    | Sportowa Politechnika Gdańska |
| 10.   | UKS Plesbad Pszczyna          |
| 11.   | AZS UWM Olsztyn               |
| 12.   | Yonex Team Lublin             |

## Play-offs

### Spiel um Platz 3
- OSSM-SMS Białystok - AZS AGH Kraków: 4-?

### Finale
- SKB Litpol-Malow Suwałki - UKS Hubal Białystok: 4-1